# Lipeck
Lipeck (rusky Ли́пецк) je město ve středním Rusku. Nachází se na řece Voroněži 508 km jihovýchodně od Moskvy. Je centrem Lipecké oblasti. Žije zde přibližně 496 tisíc obyvatel.

## Historie
První zmínky o Lipecku jsou z 13. století. V roce 1284 bylo vypleněno a zničeno Mongoly, osídleno bylo opět až v 15. a 16. století. V roce 1702 zde nařídil Petr Veliký vybudovat železárnu na výrobu nábojů a dalšího vojenského vybavení. Ke konci 18. století, v roce 1796, se Lipeck stal jedním z hlavních měst v Tambovské gubernii. Sovětská moc zde byla vyhlášena v listopadu 1917.
V noci z 23. na 24. února 2024 došlo k ukrajinskému útoku drony na místní ocelárnu, který způsobil rozsáhlý požár.

## Průmysl
Průmysl ve městě se i dnes zaměřuje na metalurgii a výrobu strojů, výrobu vojenských zařízení, zpracování železa, chemikálií a výrobu oděvů.

## Významné stavby a instituce
V Lipecku se nacházejí velmi známé bahenní lázně, existující již od 19. století. Také jsou zde vysoké školy a divadla.